# Monte Tournairet
Il Monte Tournairet (in francese Mont Tournairet) è una vetta delle Alpi Marittime.

## Geografia
La montagna si trova nel dipartimento francese delle Alpi Marittime, nella regione Provenza-Alpi-Costa Azzurra, e la sua cima culmina a 2.086 metri d'altitudine, e costituisce la triplice linea di confine dei comuni di Clanzo ad ovest, Venanzone a nord ed Utelle a sud, situata a nord ovest del parco nazionale del Mercantour.
Il suo fianco occidentale è coperto in parte dalla foresta demaniale di Clanzo, e sulla sua fiancata meridionale passa la strada dipartimentale RD332.